# 克桑通-沙斯农
克桑通-沙斯农（法語：Xanton-Chassenon，法語發音：[ɡzɑ̃tɔ̃ ʃasnɔ̃]）是法国卢瓦尔河地区大区旺代省的一个市镇，位于该省东南部，属于丰特奈勒孔特区。该市镇于1827年由原市镇克桑通（Xanton）和圣马丹德沙斯农（Saint-Martin-de-Chassenon）合并而成。

## 地理
克桑通-沙斯农（46°27'9"N, 0°41'47"W）面积19.24 平方千米，位于法国卢瓦尔河地区大区旺代省，该省份为法国西部沿海省份，北起大西洋卢瓦尔省和曼恩-卢瓦尔省，西临大西洋，南至滨海夏朗德省，东部及东南部与德塞夫勒省接壤。
与克桑通-沙斯农接壤的市镇（或旧市镇、城区）包括：丰特奈勒孔特、富赛-派雷、圣伊莱尔德洛日、圣马丹德弗赖尼欧、圣米歇尔勒克卢克、旧圣皮埃尔、里沃多蒂兹。

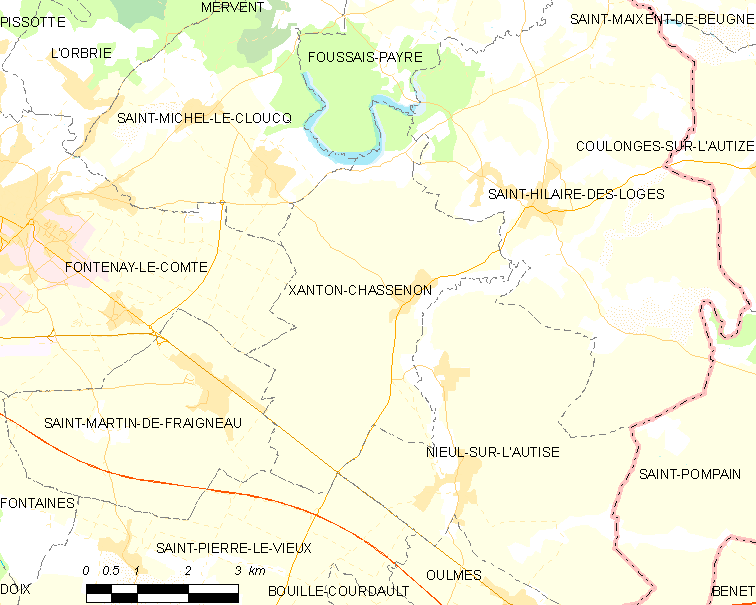
克桑通-沙斯农的OSM定位图

克桑通-沙斯农的时区为UTC+01:00、UTC+02:00（夏令时）。

## 行政
克桑通-沙斯农的邮政编码为85240，INSEE市镇编码为85306。

## 政治
克桑通-沙斯农所属的省级选区为丰特奈勒孔特县。

## 人口

1962-2008年间克桑通-沙斯农人口变化图示

克桑通-沙斯农于2022年1月1日时的人口数量为743人。